# أهلا سمسم
أهلا سمسم برنامج متمم لشارع سمسم الذي عُرض أول مرة في 2 فبراير 2020 على قناة إم بي سي 3. البرنامج من إنتاج كويتي استمر من عام 1979 حتى عام 1990 وبُث في العديد من البلدان العربية. ويتشارك البرنامج اسمه وشخصياته مع مبادرة لتوفير التعليم للأطفال السوريين النازحين.

## وصلات خارجية
- لا بيانات لهذه المقالة على ويكي بيانات تخص الفن